# Sada (la Corunya)
Sada és un municipi de la província de la Corunya a Galícia. Pertany a la comarca de la Corunya.
| 6.569 | 8.508 | 7.345 | 7.792 | 12.453 |
| Fonts: INE i IGE (Els criteris de registre censal variaren i les dades de l'INE i de l'IGE poden no coincidir.) |       |       |       |        |

## Parròquies
- Santa María de Sada
- San Andrés de Carnoedo
- Santa Colomba de Veigue
- San Martiño de Meirás
- San Xián de Mondego
- San Nicolás de Mosteirón
- San Xián de Osedo
- San Xián de Soñeiro

## Personatges de Sada
- José María Montes Rouco, periodista i poeta.
- Joaquín Castro Arias, jurista i periodista.
- Manuel Lugrís Freire, escriptor i galleguista (1863-1940).
- Ramón Suárez Picallo, periodista i galleguista (1894-1964).
- Juan Antonio Suárez Picallo, periodista, sindicalista agrari i galleguista (1907-1936).
- Ricardo Flores Pérez, dramaturg (1903-2002).
- Manuel L. Freire Calvelo, periodista.
- José Monzo Ríos, sindicalista llibertari (1906-1938).
- Eva Barreiro, cantant (2000-act.).

### Alcaldes de Sada
(ca. 1840-1868)
- Gonzalo Gil Taboada
- José María Espantoso
- Antonio López
- Antonio Arias Sanjurjo
- José Benito Posse y Aguiar

(1868-1875)
- Salvador Casanova Martí
- Casimiro López Gándara
- Francisco Posse Nicolich

(1875-1923)
- Nicolás López Puga
- Salvador Mora Solá
- José Gayoso Golán
- José María Montes Rouco
- Antonio Domínguez Fariña
- Joaquín Uribe Zumárraga
- José Patiño Méndez
- Eduardo Babío Suárez
- Antonio Ponte Díaz
- Jaime Casanova Miravent
- Ángel López Vidal
- Avelino Castañeira Díaz
- Manuel Domínguez Guitián
- José Mora Soto
- Luis Pita da Veiga Morales

(1923-1931)
- Enrique Cimadevila Rey
- Manuel Dopico Otero
- Enrique López Hernández
- José Gayoso Calvo
- Juan Rey Díaz
- José Guitián Seoane

(1931-1936)
- Justo Rodríguez Pérez
- Antonio Fernández Pita

(1936-1979)
- Toribio Pollán Nieto
- Manuel Roo Ben
- José María Fajardo de Andrade Prieto
- Miguel Pérez Sanjurjo
- Guillermo del Valle Ordieres
- Juan C. Fernández Arévalo
- Nicolás Blanco Blanco

(1979-2007)
- Ramón Rodríguez Ares
- Abel López Soto